# كريستيان ماير (إحاثي)
كريستيان ماير (بالألمانية: Hermann von Meyer )‏ (و. 1801 – 1869 م) هو إحاثي، وجيولوجي، من ألمانيا، ولد في فرانكفورت، وكان عضوًا في الأكاديمية الألمانية للعلوم ليوبولدينا، توفي في فرانكفورت، عن عمر يناهز 68 عاماً.

## جوائز
حصل على جوائز منها:
- ميدالية ولاستون (1858).